# Gran Sinagoga de Tbilisi
La Gran Sinagoga de Tbilisi (en hebreu: בית הכנסת הגדול של טביליסי) és una sinagoga situada al núm. 45-47 del carrer Leselidze a Tbilisi, capital de la República de Geòrgia. L'edifici, també conegut com la Sinagoga georgiana, va ser construït per jueus georgians que van emigrar a la ciutat a finals del segle xix. També hi ha una sinagoga a la vila que fou construïda per jueus provinents de la ciutat de Tskhinval, i que està ubicada al núm. 13 del carrer Kozhevennyi Tupik. També hi ha una escola de dia jueva a Tbilisi.

## Història

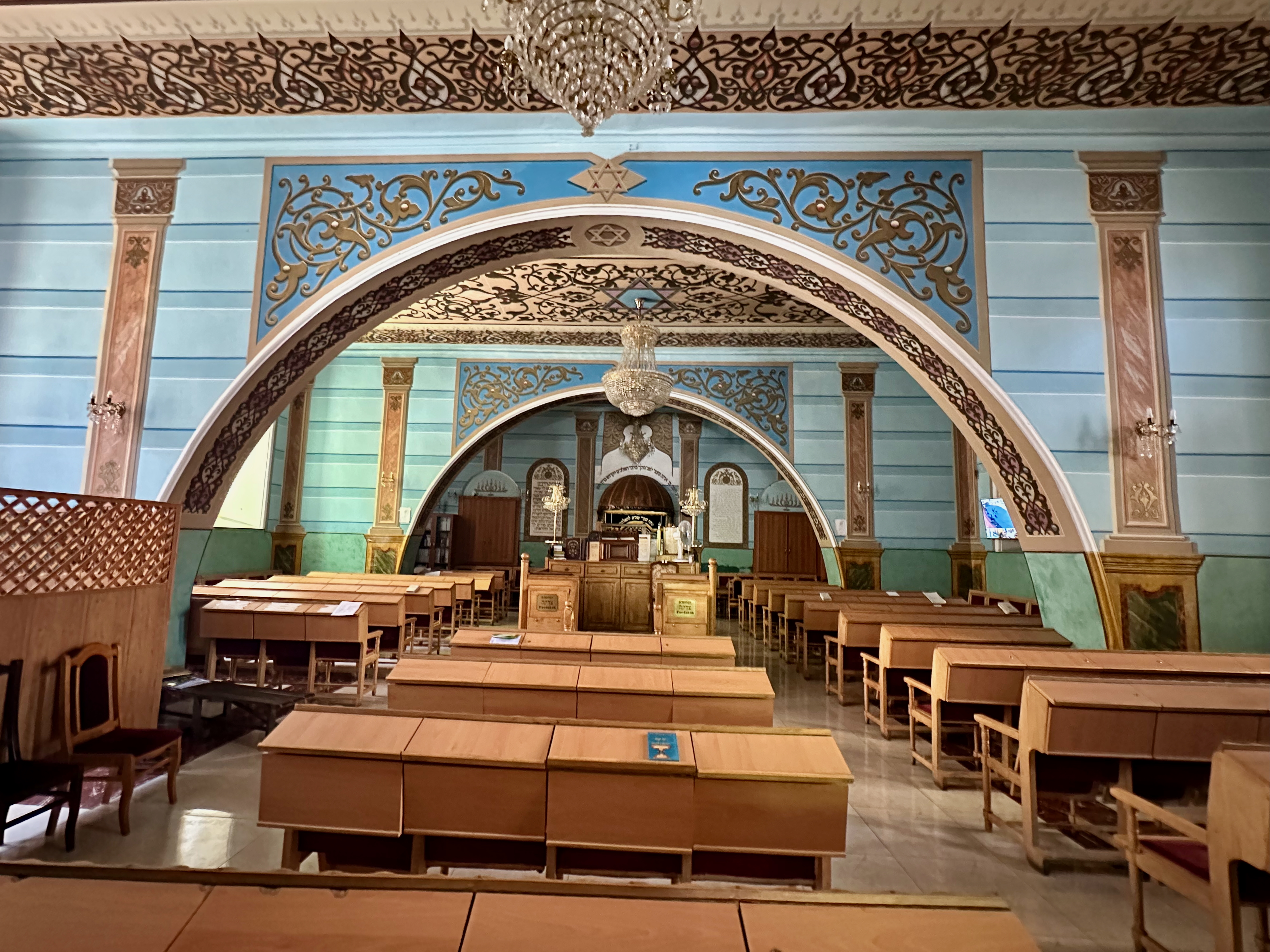
Interior

Els jueus georgians procedents d’Akhaltsikhe van emigrar a Tbilissi a finals del segle XIX. L’any 1877, una casa va ser convertida en sinagoga, raó per la qual també és coneguda com la "sinagoga del poble d’Akhaltsikhe". Tanmateix, a finals del segle XIX, l’edifici es trobava en mal estat i el 1899 fou enderrocat per decret governamental. Posteriorment, els jueus georgians van construir una nova sinagoga, la qual començà a edificar-se el 1904 i es completà el 1911. El nou edifici es va bastir en un estil eclèctic que combina elements del neomorisc i del neoromànic. L’edifici també inclou un mikveh.
Altres sinagogues de Tbilissi inclouen la sinagoga asquenazita (Beit Rachel), que encara està en funcionament; l'antiga sinagoga asquenazita Vella (Primera, dels Soldats), situada al número 10 del carrer Anton Katalikosi (actualment, 10 carrer Gia Abesadze), acabada el 1918 en estil neoromànic i posteriorment reconvertida en teatre; i l'antiga sinagoga asquenazita Nova (Segona), amb cúpula, situada al número 3 del carrer Anton Katalikosi, acabada el 1915 i reconvertida en museu jueu, actualment el Museu del Poble Jueu a Beit Hatfutsot.